# Marcador (lingüística)
En lingüística, un marcador es un morfema libre o encuadernado que indica la función gramatical de la palabra, la frase o la oración marcada. Lo más característico es que los marcadores se producen como clíticos o afijos inflexionados. En los lenguajes analíticos y los lenguajes aglutinantes, los marcadores se distinguen generalmente con facilidad. En los lenguajes fusionales y en los lenguajes polisintéticos, esto no suele ser así. Por ejemplo, en el latín, una lengua altamente fusional, la palabra amo ("I love") está marcada por el sufijo -o para indicar el estado de ánimo, la voz activa, la primera persona, el singular, el tiempo presente. Los lenguajes analíticos tienden a tener un número relativamente limitado de marcadores.
Los marcadores deben distinguirse del concepto lingüístico de marcado. Una forma no marcada es la forma básica "neutra" de una palabra, utilizada típicamente como su lema de diccionario, como en inglés, para sustantivos el singular (por ejemplo, cat versus cats), y para verbos el infinitivo (por ejemplo, eat versus eats, ate and eaten). Las formas no marcadas (por ejemplo, el caso nominativo en muchos idiomas) tienden a tener menos marcadores, pero esto no es cierto para todos los idiomas (compárese con el latín). A la inversa, una forma marcada puede resultar tener un afijo cero, como el plural genitivo de algunos sustantivos en ruso (por ejemplo, сапог). En algunos idiomas, las mismas formas de un marcador tienen múltiples funciones, como cuando se utilizan en diferentes casos o declinaciones (por ejemplo -está en latín).

## Tipos de marcaje
1. Lenguaje de marcación dependiente
2. Lenguaje de marcación de la cabecera
3. Lenguaje de doble marca
4. Lenguaje de marca cero